# Ponteccio
Ponteccio è uno dei paesi più elevati della Garfagnana (1000 m s.l.m. circa), attualmente frazione del Comune di Sillano Giuncugnano in provincia di Lucca nell'Italia centro-settentrionale, sull'Appennino tosco-emiliano, circondato da secolari boschi di castagni. Ponteccio è stato il primo paese della Garfagnana e della provincia di Lucca ad entrare a fare parte del parco dell'appennino Tosco-Emiliano per volere della popolazione e dell'allora amministrazione comunale di giuncugnano. Dopo un periodo in cui è stato coinvolto in manifestazioni e migliorie da parte dell'ente parco e stato progressivamente abbandonato e sembra non fare più parte del parco dell'Appennino a cui di Ponteccio non importa ormai più nulla, tant'è che il centro visite è ormai chiuso da anni e da altrettanto non viene fatto nulla a favore del paese.

## Storia
Ponteccio si trova nominato in un documento del 18 gennaio 793 ed è ricordato tra i beni appartenenti alla ecclesia Domini et Salvatoris di Lucca nell'anno 816: in vico Ponticio territurio Carfaniense. Il toponimo fa riferimento all'antico ponte sul Canal Grosso, posto lungo il percorso che la collegava a Magliano, sede della parrocchia.
Secondo la leggenda, l'abitato un tempo era situato più in basso, tra il Canal Grosso e il torrente Piantanesa, in località detta "la Terra" (Castelletto), dov'era stata edificata anche la chiesetta di santa Felicita. Il luogo sarebbe stato gradualmente abbandonato a causa dell'erosione provocata dal torrente Piantanesa.
I villaggi della zona pare abbiano un'origine longobarda (germanica). Qualche traccia di questa origine resta in alcuni toponimi e forse in alcuni lemmi e fonemi del vernacolo locale. Ricordiamo tra i tanti la bradia, termine germanico dal significato di “poderetto chiuso” (da assimilare a braida, brera e bra), o groppo, dal germanico kruppa, “cima tondeggiante” (vedi monte Grappa).
I primi abitanti furono per lo più pastori, alla ricerca di nuovi pascoli per le loro greggi, o briganti, rifugiatisi nelle selve e nell'asperità del luogo, o profughi della pianura, che su quei monti trovarono il conforto della sicurezza, lontano dagli eserciti in armi e dalle ricorrenti pestilenze.
Nella sua Descrizione geografica, storica ed economica della Garfagnana (1879), Raffaello Raffaelli scrive che i prodotti principali di questo paese erano il grano, il formaggio, la lana, le castagne, le fave, il bestiame compresi i cavalli, “dei quali si tengono piccole mandrie che d'inverno vanno a svernare in Maremma”. Sembra che destinazione tipica dei pastori della zona fosse il territorio di Baratti.
Nel XVI secolo le più consistenti famiglie residenti a Ponteccio erano Banchieri, Boni, Bussi, Ciuffardi, Costa, Franchi, Lombardelli, Nobili, Pontecci. Col tempo a queste andarono ad aggiungersi anche le famiglie Bosi, Poli e Tonelli.
A qualche centinaio di metri da Ponteccio, si trova il paesello di Gragna, dove nel XVI secolo venne eretto l'oratorio di santa Maria Vergine del Rosario, detto anche di Sommocampo o delle Grazie. Si racconta che per la nuova costruzione furono utilizzate le pietre intagliate della vicina rocca del monte Turrione, già appartenuta ai signori di Dalli, in stato di abbandono.
Dipendente dalla parrocchia di sant'Andrea Apostolo di Magliano, nel 1763 il paese fu dotato di un proprio oratorio, sotto il titolo di sant'Antonio abate, addossato a Palazzo Boni e alla cui costruzione parteciparono le famiglie Boni, Nobili e Poli. L'oratorio fu elevato a parrocchia nel 1916. In precedenza in paese esisteva un altro oratorio, denominato della Visitazione, risalente agli inizi del XVII secolo, il cui giuspatronato spettava alla famiglia Banchieri, ma che col tempo era andato abbandonato sia per incuria, sia per la gelosia della famiglia Banchieri, che non gradiva l'uso dell'oratorio da parte di estranei.